# Transformátorová ocel

Transformátorové jádro složené z plechů tvaru EI.

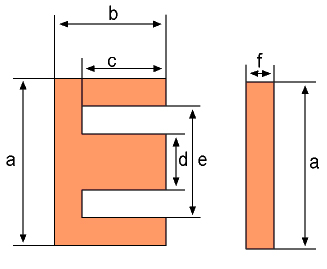
Transformátorové plechy ve tvaru EI.

Transformátorová ocel je speciální typ magneticky měkké oceli s příměsí křemíku (tj. železo-křemík), která je používána pro výrobu transformátorových plechů (slangově trafoplech, dynamoplech, také elektrotechnický plech, statorový plech, rotorový plech). Využívá se pro stavbu elektrických strojů (elektromotor, generátor, transformátor).

## Funkce
V železných jádrech z masivního materiálu vznikají působením proměnlivého magnetického pole indukované vířivé proudy. Ty jsou mimo využití v zařízeních pro indukční ohřev nežádoucí. Při přenosu elektrického výkonu se jádro vířivými proudy úměrně frekvenci zahřívá. Abychom se nežádoucímu zahřívání vyhnuli, zhotovují se železná jádra pro elektrické stroje skládaná z izolovaných plechů, nebo vinutá z pásku (například toroidy). Magneticky měkké materiály se působením elektromagnetického pole chovají jako magnety a po zániku pole se vracejí do nemagnetického stavu. Obyčejné transformátorové plechy mohou být využívány s indukcí nejvýše 1,3 T (Tesla). Speciálně vyvinuté železo-křemíkové slitiny mohou pracovat s indukcí až 1,75 T.

## Konstrukční provedení
Běžná železná jádra se skládají z výstřižků ze železných plechů, předem alespoň jednostranně izolovaných. V minulosti se plechy izolovaly olepením papírem. Moderní plechy se izolují pokrytím fosfátovou vrstvou. Obvyklá tloušťka plechů pro nízkofrekvenční aplikace je 0,5 mm. Pro měniče, využívající vyšší frekvence nebo pro nízkoztrátové aplikace se využívají plechy tloušťky 0,35 mm. Vinutá jádra (toroid, C-jádro) se vinou z izolovaných pásků právě tloušťky 0,35 mm. Klasickým tvarem, široce používaným pro transformátory je tvar EI. Při lisováním vzniknou v každém cyklu dva díly E a dva díly I. Při tom nevzniká žádný odpad, proto se tyto plechy také někdy označují jako bezodpadové. Velikosti plechů se označují zkratkou EI, přesné rozměry jsou definovány v ČSN EN 60740-1. Za písmeny EI následuje číselný údaj, který označuje šířku středního sloupku v milimetrech, na schematickém obrázku označené pod písmenem d. Ostatní geometrické rozměry je možné z tohoto základního rozměru odvodit. Příkladně šířka plechu (největší rozměr) a je vždy právě trojnásobkem rozměru d. Pro síťové transformátory je obvyklé vkládat plechy do cívky (kostry cívky) střídavě. To znamená, že na jedné straně se střídá vždy tvar E s tvarem I. Tím se minimalizuje vzduchová mezera. Pokud vkládáme všechny plechy jedním směrem, můžeme vytvořit definovanou vzduchovou mezeru, což je významné u síťových tlumivek. Kruhové plechové výstřižky pro motory a generátory mají obvykle výřezy, které po složení plechů do paketu vytvoří drážky pro vinutí.

## Spékatelné plechy
Plechy mohou být pokryty speciálním lakem, takže se následným zahřátím slepí dohromady. Účelem je zlepšení mechanických vlastností a snížení hluku způsobeného vibracemi. Tato metoda může nahradit impregnaci nebo svařování.

## Výroba a složení
Plechy pro elektrotechniku jsou obvykle válcovány ze slitiny železa s křemíkem (obsah křemíku 3,5 - 4,5 %).[zdroj?]